# Batalla de Trebbia (1799)
La Batalla de Trebbia o la Batalla napoleónica de Trebbia (17-20 de junio de 1799) se libró cerca del río Trebbia en el norte de Italia entre el ejército combinado ruso y Habsburgo bajo Alexander Suvorov y el ejército republicano francés de Jacques MacDonald. A pesar de que los ejércitos eran aproximadamente iguales en número, los austro-rusos derrotaron severamente a los franceses, sufriendo alrededor de 6.000 bajas e infligiendo de 12.000 a 16.500 bajas a sus enemigos. Este enfrentamiento de la Guerra de la Segunda Coalición ocurrió al oeste de Piacenza, una ciudad ubicada a 70 kilómetros al sureste de Milán.
En la primavera de 1799, los ejércitos austro-rusos expulsaron a los franceses del norte de Italia después de las batallas de Magnano y Cassano, además sitiaron la fortaleza de Mantua. Al reunir a las fuerzas de ocupación del sur y centro de Italia en un solo ejército, MacDonald se trasladó al norte para enfrentar a sus enemigos. MacDonald decidió audazmente moverse al este de los Apeninos, esperando ser apoyado por el ejército francés de Jean Victor Marie Moreau. Después de barrer con una fuerza austriaca mucho más pequeña en Módena, el ejército de MacDonald avanzó hacia el oeste a lo largo de la orilla sur del río Po. Suvorov concentró rápidamente a sus rusos y a los austríacos de Michael von Melas para bloquear el movimiento francés.
El 17 de junio, las principales divisiones francesas se toparon con una fuerza dirigida por Peter Karl Ott von Bátorkéz a lo largo del río Tidone. Ott fue rápidamente reforzado por la mayor parte del ejército austro-ruso y los franceses se retiraron al Trebbia. Suvorov atacó el 18 de junio, pero los franceses, superados en número, lograron contener el avance aliado. El 19 de junio, todo el ejército se concentró y MacDonald ordenó un ataque, el cual estaba pobremente coordinado y fue rechazado en todos los puntos. Al darse cuenta de que Moreau no recibiría ayuda, esa noche MacDonald ordenó al derrotado ejército francés que se escabullera hacia el sur y el oeste. El día 20, los aliados invadieron una demi-brigada francesa que actuaba como retaguardia. En lugar de traer un refuerzo poderoso en el noroeste de Italia, solo llegaron los restos lisiados del ejército de MacDonald.
Gracias a la participación de unos 3.000 soldados de las legiones polacas, la Batalla de Trebbia se conmemora en la Tumba del Soldado Desconocido (Varsovia), con la inscripción "TREBBIA 17 - 19 VI 1799".

## Antecedentes

### Éxitos de la coalición
La Guerra de la Segunda Coalición en el norte de Italia comenzó con la inconclusa batalla de Verona el 26 de marzo de 1799 entre el ejército de los Habsburgo, comandado por Paul Kray y el ejército de Italia bajo el mando de Bartolomé Louis Joseph Schérer. La siguiente batalla en Magnano, el 5 de abril, fue una clara victoria de Kray sobre los franceses, con los austriacos sufriendo 6.000 bajas mientras infligían bajas de 8.000 hombres y 18 cañones a sus enemigos. La derrota fue un golpe aplastante para la moral francesa y llevó a Schérer a solicitar al Directorio francés ser relevado del mando. Al encontrar que su posición detrás del río Mincio fue flanqueado por el norte por 12.000 austriacos, Schérer dejó 12.000 soldados para mantener la fortaleza clave de Mantua, dirigió a 1.600 más para defender Peschiera del Garda y se retiró hacia el oeste el 12 de abril. Dos días después, Alexander Suvorov llegó a Vicenza con e ejército imperial ruso y asumió el mando de las fuerzas combinadas austro-rusas.

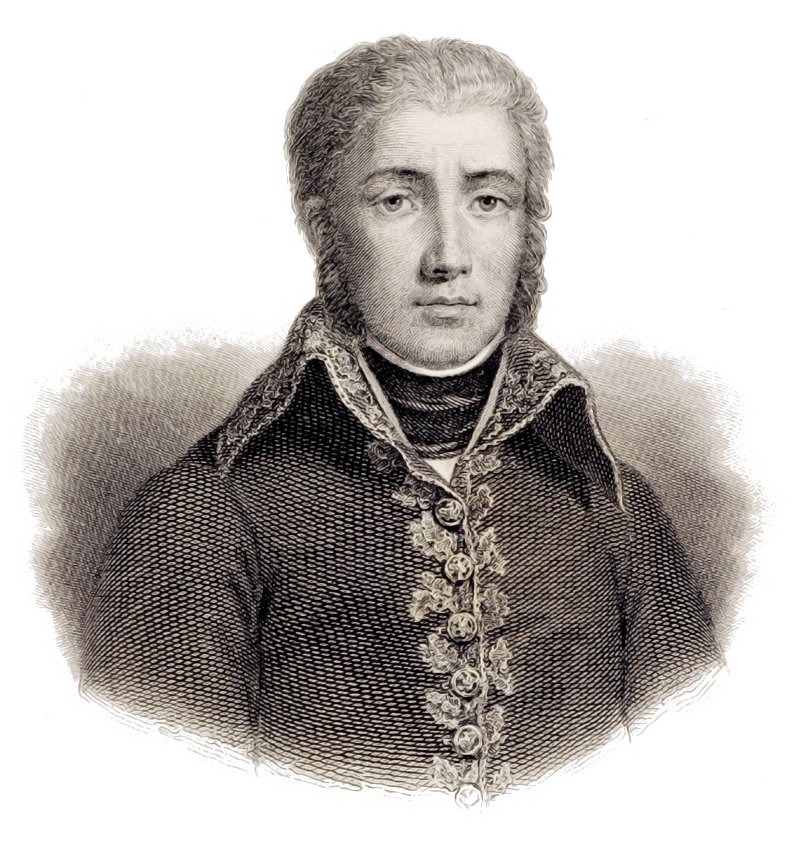
Jean Victor Moreau

El 27 de abril, los aliados de la Coalición, liderados por Suvorov, obtuvieron una victoria sobre el ejército francés de Jean Victor Marie Moreau en la Batalla de Cassano a lo largo del río Adda. Al día siguiente en Verderio, la división de Jean-Mathieu-Philibert Sérurier fue rodeada y en los combates que siguieron los franceses perdieron 252 hombres antes de que los 2.700 supervivientes se rindieran. Las derrotas hicieron que Moreau retrocediera, dejando 2.400 hombres para controlar la ciudadela de Milán. El 6 de mayo, la guarnición de Peschiera capituló ante Kray, mientras que el 11 de mayo Pizzighettone y 1.500 soldados franceses se rindieron ante Konrad Valentin von Kaim. El 12 de mayo, el subordinado de Suvorov, Andrei Grigorevich Rosenberg, sufrió un pequeño revés en la batalla de Bassignana. Ferrara, Ravenna y Milán capitularon ante las fuerzas de asedio austríacas el 24 de mayo.
Mientras tanto, 30.000 aliados al mando de Suvorov avanzaron por la orilla norte del río Po hacia Turín. En la mañana del 26 de mayo, la vanguardia de Josef Philipp Vukassovich se apoderó de Turín con su arsenal de 300 cañones con grandes reservas de municiones. Pascal Antoine Fiorella y su guarnición de 3.400 hombres se retiraron a la ciudadela donde fueron sitiados. A principios de junio, el cuerpo principal aliado de 47.087 soldados, al mando de Suvorov, Rosenberg y Michael von Melas, acamparon cerca de Turín. Karl Joseph Hadik von Futak con 9.900 austríacos se posicionaron en los pasos de montaña suizos. El cuerpo de 19.760 hombres de Kray participaron en el Sitio de Mantua, apoyado por 6.122 austríacos al mando de Johann von Klenau en Ferrera. Finalmente, Suvorov convocó al cuerpo de 19.458 efectivos del Conde Heinrich von Bellegarde desde Suiza a Milán, quienes llegaron el 5 de junio. Para enfrentar esto, Moreau contó con unos 25.000 soldados en las divisiones de Paul Grenier, Claude Victor Perrin, Pierre Garnier de Laboissière en Génova, Paul Louis Gaultier de Kervéguen en Florencia y Joseph Hélie Désiré Perruquet de Montrichard en Bolonia. Pero los aliados sabían que Jacques MacDonald tenía una fuerte fuerza de ocupación en el sur y el centro de Italia.

### La ofensiva de MacDonald

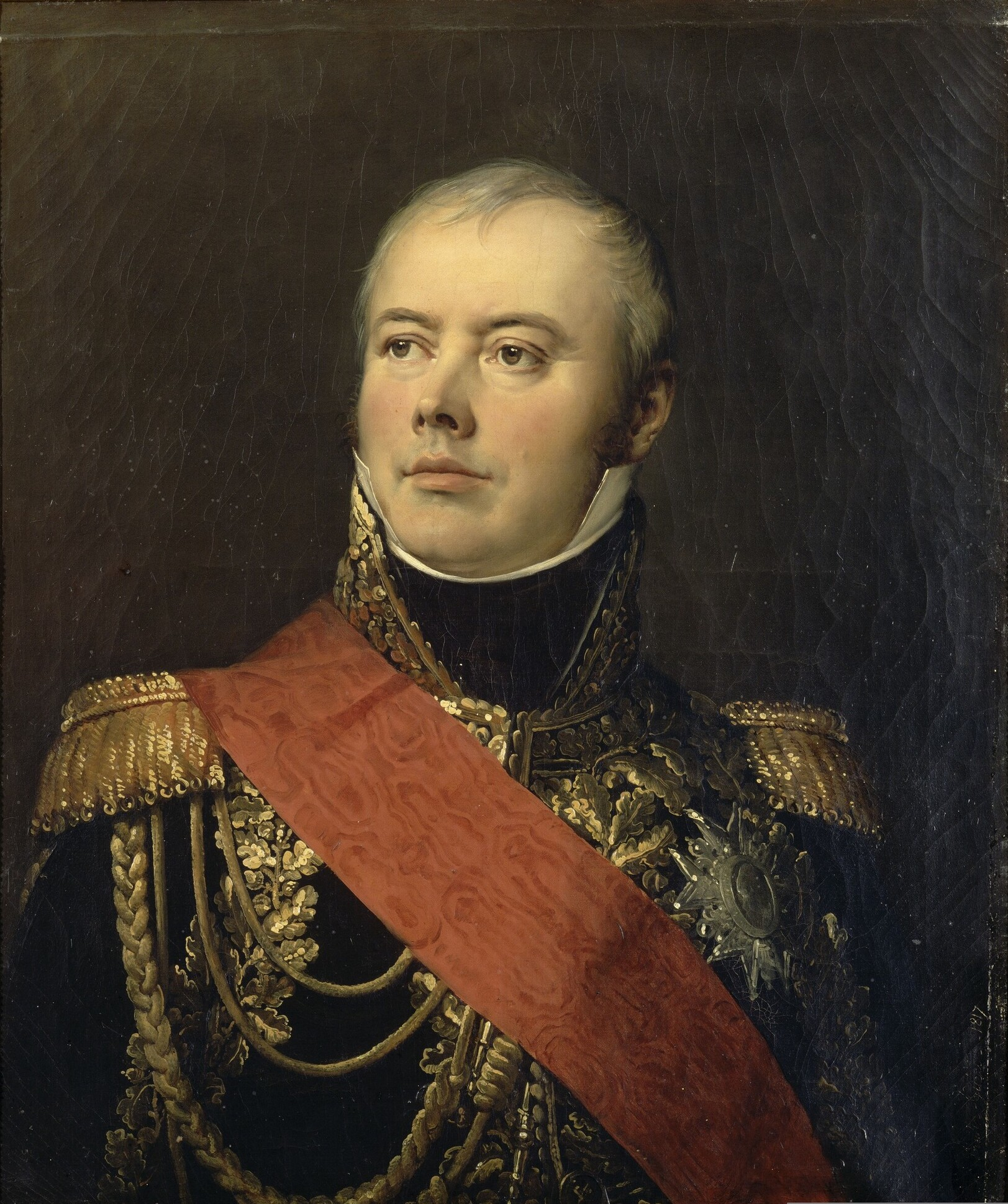
Jacques MacDonald

El 14 de abril de 1799, el Directorio francés ordenó a MacDonald que ayudara a las fuerzas francesas en el norte de Italia. En consecuencia, reunió al ejército de Nápoles y se trasladó al norte, dejando el sur de Italia en manos de las fuerzas locales. MacDonald llegó a Roma el 16 de mayo y a Florencia diez días después. Desde allí, el camino más seguro era la carretera de la costa oeste para llegar a Génova, teniendo a los Apeninos entre él y los aliados. Sin embargo, MacDonald creía que la carretera de la costa no podía ser usada por su artillería más allá de Lerici y temía que las columnas austriacas pudieran interferir con la operación. Pero quizás la verdadera razón fue que MacDonald deseaba hacer una entrada teatral a la campaña abriéndose paso a través de los aliados de la Coalición. Para lograr esto, le pidió a Moreau que marchara hacia el norte y el este para encontrarse con él cerca de Piacenza, un movimiento poco práctico que colocaría al Ejército de Italia en medio de sus enemigos. Después de su paso por los Apeninos, MacDonald esperaba aplastar a algunas de las fuerzas de cobertura austriacas. A medida que avanzaba hacia el norte, el ejército de Nápoles absorbió las divisiones de Víctor, Montrichard y Gaultier, con lo que su fuerza de campaña total ascendía a 36.728 soldados.

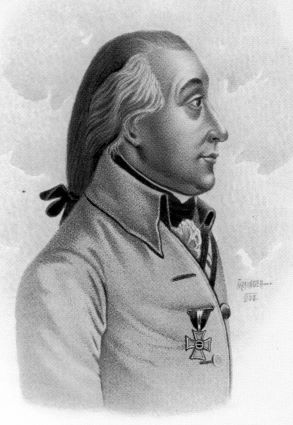
Peter Karl Ott

El 9 de junio, Suvorov recibió noticias que trajo Peter Karl Ott von Bátorkéz de que Víctor y Montrichard reforzaron a MacDonald y que los franceses capturaron Pontremoli. Ott estaba al mando de 5.000 soldados que pertenecían al cuerpo de Bellegarde, pero estos estaban actuando de forma independiente cerca de Parma. Inmediatamente, Suvorov ordenó a Ott que llevara a cabo una retirada por etapas a Stradella, pero que mantuviera esa posición ante todos los riesgos. El comandante ruso se decidió a moverse hacia el este para enfrentarse a MacDonald. El ejército austro-ruso marchó hacia Asti, con la excepción de la división de Kaim, llegando allí el 11 de junio. Las tropas aliadas llegaron al río Bormida cerca de la fortaleza de Alessandria, controlada por los franceses, el 13 de junio. Ese día, Suvorov recibió noticias de la ofensiva de MacDonald. Mientras tanto, un escuadrón francés llegó a Génova el 2 de junio para proveer refuerzos. El servicio de inteligencia aliado indicó que Moreau estaba a punto de descender de las montañas. Suvorov ordenó al cuerpo de Bellegarde que marchara sobre Alessandria para vigilar a Moreau mientras el resto de su ejército se concentraba contra MacDonald.
El ejército de Nápoles se aproximó a los Apeninos en cuatro columnas. Las divisiones de Montrichard y Jean-Baptiste Dominique Rusca formaron la columna más oriental, moviéndose de Florencia a Bolonia. Al oeste estaban las divisiones de Jean-Baptiste Olivier y François Watrin, acompañados por MacDonald, avanzando desde Pistoya en Módena. Más al oeste estaba la división de Jan Henryk Dąbrowski que descendía por el valle del río Secchia. La columna más occidental estaba formada por la división de Víctor que marchaba desde Borgo Val di Taro por el río Taro hacia Parma. Debido a que la ofensiva de MacDonald a través de los Apeninos era tan poco probable, tomó por sorpresa a las fuerzas de cobertura austriacas. Las fuerzas de 3.500 hombres de Klenau estaban al suroeste de Ferrara, el príncipe Federico Francisco Javier de Hohenzollern-Hechingen en Modena con 4.800 tropas y Ott al oeste de Fornovo di Taro. MacDonald planeó destruir la división de Hohenzollern, inmovilizando su columna mientras la envolvía con la división de Dombrowski desde el oeste y la división de Rusca desde el este. Sin embargo, Klenau dedujo la estrategia francesa y se desplazó al noreste detrás del río Panaro para bloquear a Rusca. MacDonald perdió contacto con el mando de Dombrowski, pero de todas maneras, MacDonald se lanzó contra los austriacos en Modena con dos divisiones. El 12 de junio, en la Batalla de Módena, los franceses infligieron 750 bajas a sus enemigos mientras capturaban 1.650 hombres, ocho cañones y tres estandartes. Las bajas francesas fueron de 400 muertos y heridos y 200 capturados. Durante la persecución, MacDonald fue atacado por una tropa de caballería realista francesa y sufrió cortes en la cabeza y el brazo antes de que sus soldados acabaran con sus enemigos.
Dado que la fortaleza de Alessandria controlaba el único cruce del Bormida, el cuerpo principal austro-ruso tuvo que esperar la construcción de un puente de pontones que estuvo terminado el 15 de junio. A las 5:00 P. m. el tramo estaba listo y el ejército de Suvorov cruzó y marchó toda la noche para llegar a Castelnuovo Scrivia en la mañana del 16 de junio. Después de sólo tres horas de descanso, los soldados continuaron la marcha durante el día hasta su vivac entre Casteggio y Casatisma. En un período de 24 horas, el ejército aliado recorrió 56 kilómetros. Para proporcionar seguridad a su flanco derecho, Suvorov separó a Mijaíl Mikhailovich Veletsky con un batallón del Regimiento de Mosqueteros de Jung-Baden, 50 cosacos y 80 dragones del Regimiento de Karaczay. Teniendo en cuenta la posibilidad de ser derrotado, el comandante ruso ordenó que se hiciera un puente sobre el Po en Mezzana Corti para el ejército principal y en Valenza para el cuerpo de Bellegarde. En ese momento, Bellegarde y 14.500 soldados llegaron para mantener el sitio de Alessandria y contener a Moreau. Para evitar que MacDonald levantara el sitio de Mantua, Kray ocupó la orilla norte del Po con varios miles de soldados.
El 16 de junio a las 10:00 a. m., la vanguardia de MacDonald se acercó a Piacenza y comenzó a presionar a las tropas de Ott. Suvorov reiteró sus órdenes para que Ott se retirara al desfiladero de Stradella. Para entonces, el ingeniero militar Albert Johann de Best consiguió que la ciudadela de Piacenza sea defendible, después de ocho días de trabajo; se asignaron dos o tres compañías del Regimiento Fröhlich para defenderla. La división de Víctor lideró el ataque francés contra Ott, mientras los soldados de Rusca avanzaban hacia el sur para flanquear a los austriacos fuera de posición. Esa noche, el jefe de Estado Mayor de Suvorov, Johann Gabriel Chasteler de Courcelles, marchó hacia la posición de Ott con 100 dragones del Regimiento Karaczay, además de media batería de artillería a caballo. Lo seguía una fuerza improvisada que incluía el Batallón de Granaderos de Wouwermann, tres batallones del Regimiento Fröhlich, el resto del Regimiento Karaczay y una batería y media de artillería a caballo. Si Ott pudiera mantener la posición a lo largo del río Tidone, lograría conseguir un amplio espacio para que el ejército austro-ruso se desplegara entre el Po y las estribaciones de las montañas al sur. Por el contrario, si Ott fuera forzado a regresar a Stradella, sería difícil para los Aliados formar una línea de batalla e incluso podría causar su retirada.

## Fuerzas

### Ejército aliado

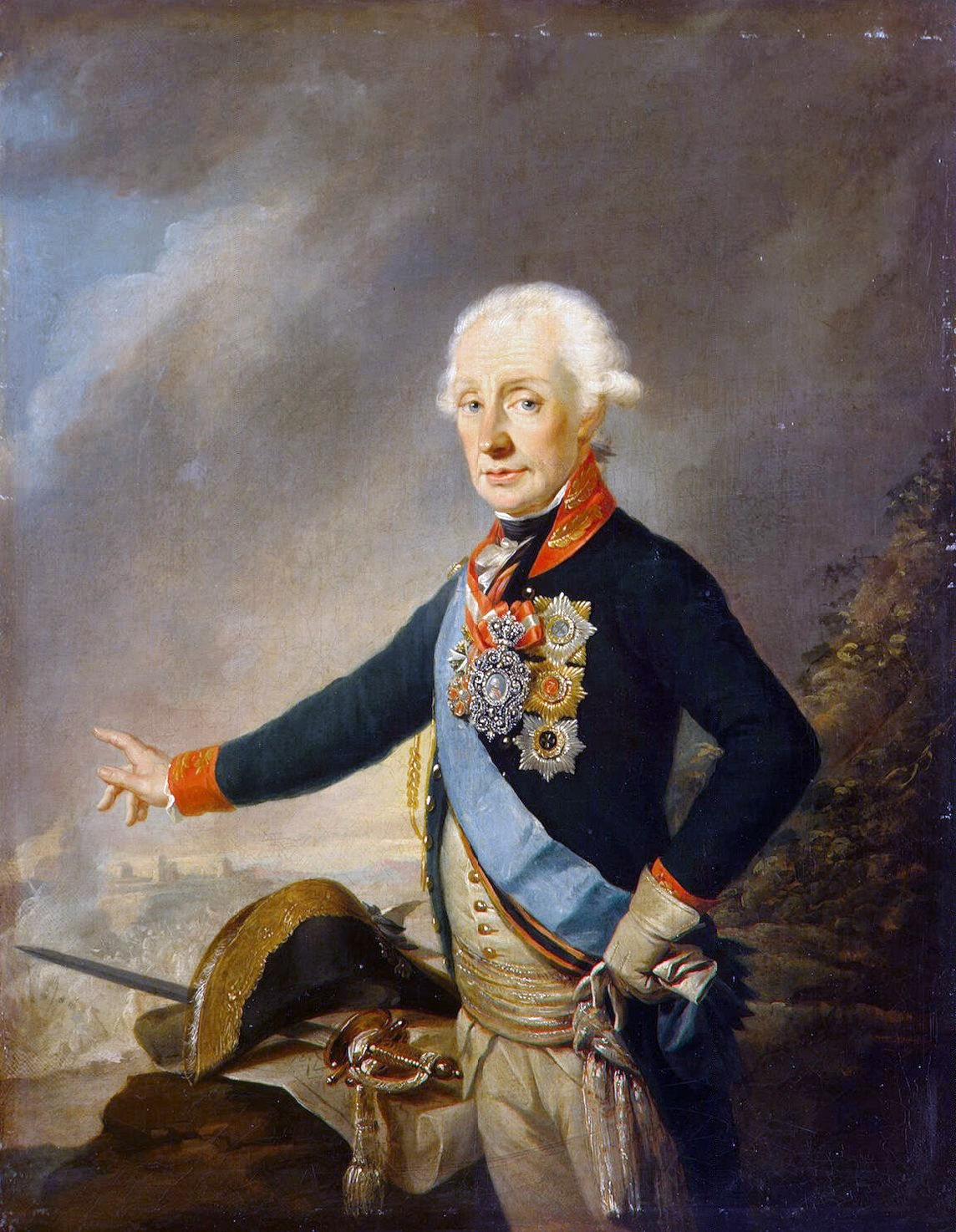
Alexander Suvorov

El ejército austro-ruso comandado por el mariscal de campo Suvorov se organizó en tres columnas el 18 de junio. El general Rosenberg dirigió la Primera y Segunda columna, conformadas en su mayoría por rusos, mientras que el general de caballería Melas dirigió la tercera columna, en su mayoría austriaca. Las fuerzas austriacas contaban con 9851 hombres de infantería y 4586 caballos, mientras que los rusos contaban con 16 219 hombres de infantería y 2,000 cosacos. Estos números ascendieron a 32.656 y no incluían artilleros. La Primera Columna de la derecha estaba encabezada por una Guardia de Avanzada al mando del General de División Piotr Bagratión, que incluía los Batallones combinados de Granaderos Dendrygin, Kalemin, Lomonosov y Sanaev, dos batallones del Regimiento Bagration Jäger, los Regimientos cosacos Grekov y Posdeev y seis escuadrones del austriaco Regimiento de Dragones de Karaczay Nr. 4. El teniente general Yakov Ivanovich Povalo-Schveikovsky dirigió una división de infantería que constaba de dos batallones del Regimiento de Granaderos Rosenberg, un batallón de cada uno de los Regimientos de Mosqueteros de Dalheim y Schveikovsky y seis escuadrones del Regimiento de Dragones Lobkowitz Nr. 10.

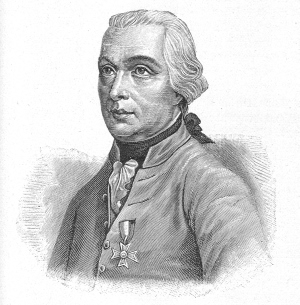
Michael von Melas

Rosenberg acompañó personalmente a la segunda columna en el centro. El comandante de la división era el teniente general Förster y su infantería estaba compuesta por dos batallones de los regimientos de mosqueteros de Miloradovich y Tyrtov y un batallón de los regimientos de mosqueteros de Baranovsky, Förster y Jung-Baden. El contingente de caballería se formó a partir del Regimiento cosaco de Molchanov y seis escuadrones del Regimiento de dragones austriaco Levenehr Nr. 14.
La tercera columna, comandada por el general de caballería Melas estaba formada por una división al mando de Feldmarschall-Leutnant Ott y una reserva al mando de Feldmarschall-Leutnant Michael von Fröhlich, la cual incluía artillería. La división de Ott incluía cuatro batallones de los regimientos de infantería Nádasdy Nr. 39 y dos batallones del Mittrowsky Nr. 40, el Batallón Libre Serbio Mihanovich, el 6° Batallón del Regimiento de Infantería Grenz Banater, seis compañías del Batallón D'Aspre Jäger, el Regimiento de cosacos Semernikov y seis escuadrones del Regimiento de Húsares Archiduque Joseph Nr. 2. La reserva de Fröhlich consistía en los Batallones de Granaderos Morzin, Paar, Pertusi, Schiaffinatti, Weber y Wouwermanns. Una segunda fuente afirma que había 17.000 rusos y 20.000 austríacos presentes y añade tres batallones del  Regimiento de Infantería Fröhlich Nr. 28, seis escuadrones del Regimiento de Dragones de Württemberg Nr. 8 y contabiliza siete, en lugar de seis, batallones de granaderos austriacos. Esta fuente también nombró como comandantes de brigada a Juan I José de Liechtenstein para los granaderos, Ferdinand Johann von Morzin para los Regimientos Nádasdy, Mittrowsky y Württemberg y Friedrich Heinrich von Gottesheim para las unidades D'Aspre, Mihanovich, Banater y Archiduke Joseph.

### Ejército francés

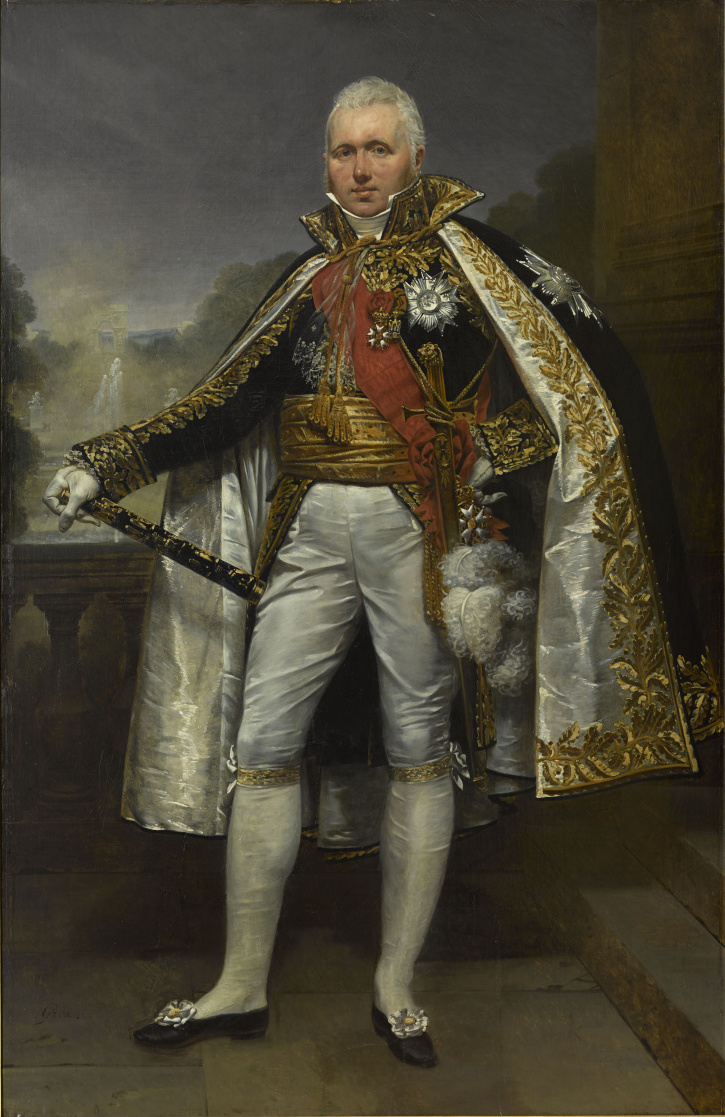
Claude Victor-Perrin

En el Ejército de Nápoles de MacDonald, el jefe de brigada Victor Léopold Berthier se desempeñó como jefe de Estado Mayor, el jefe de batallin Jacques Bardenet se desempeñó como jefe de artillería y Jean-Louis Dubreton como comisario. La Guardia de Avanzada estaba dirigida por el General de Brigada Jean-Baptiste Salme e incluía las Demi-Brigadas de Infantería de la 11.ª Línea, la 12.ª Línea y la 15.ª Ligera, un destacamento del 25.º Regimiento de Chasseurs à Cheval, la 6.ª Compañía del 8.º Regimiento de Artillería a pie y la 3.ª Compañía del 1.º Batallón de Zapadores. La 1.ª División estaba comandada por el General de la División Olivier y consistía en la 30.ª Línea y la 73.ª Línea de Demi-Brigadas de Infantería, la 7.ª Chasseurs à Cheval y la 19.ª Chasseurs à Cheval, artilleros y zapadores. La 2.ª División fue dirigida por el General de División Rusca y se componía por los Regimientos de demi-brigadas de infantería de la 17.ª ligera, 55.ª línea y 97.ª línea, además de los 16.ª y 19.ª regimientos de dragones, artilleros y zapadores.

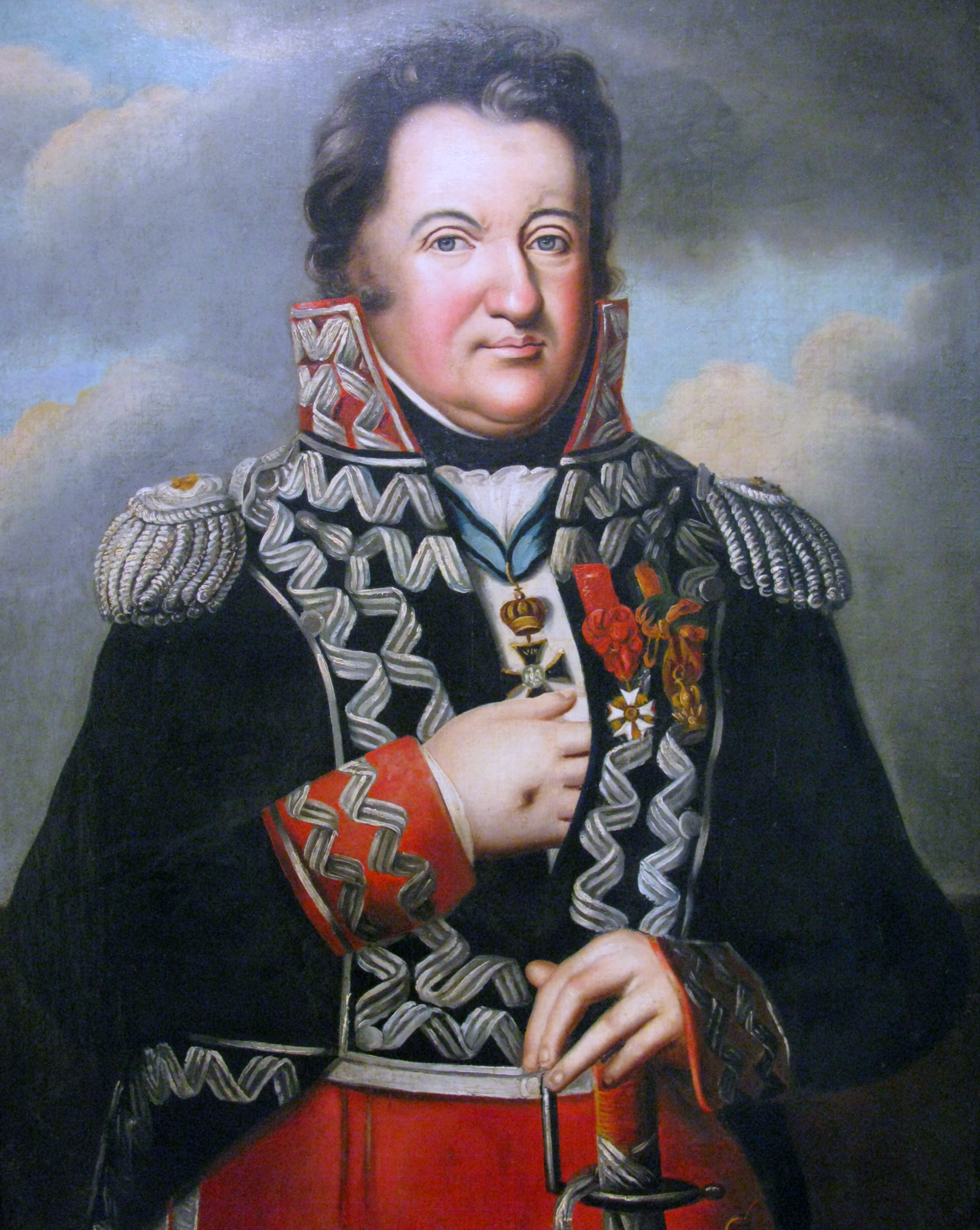
Jean Dombrowski

La 3.ª División estaba supervisada por el General de División Montrichard y estaba formada por la 3.ª (o 2.ª) Línea, la Línea 21°, la Línea 68° y la 5° Ligera de Demi-Brigadas de Infantería, la 1° de Caballería, 12° Dragón, 11° Húsar, regimientos de Dragones y Húsares Cisalpinos, artilleros y zapadores. La 4.ª División estaba comandada por el General de la División Watrin y consistía en la 62° Línea y la 78° Ligera de Demi-brigadas de infantería, el 25.º Regimiento de Chasseurs à Cheval y artilleros. La 5 División estaba dirigida por el General de División Dombrowski y comprendía de la 1° Legión Polaca, la 8° Demi-Brigada de Infantería Ligera y la Caballería Polaca.
La división de infantería restante estaba dirigida por el General de la División Víctor e incluía la 5° Línea, la 39° Línea, la 92° Línea, la 93° Línea y la 99° Línea de Demi-Brigadas de Infantería y la 15° Regimiento de Chasseurs à Cheval. También hubo 526 hombres asignados a la artillería. Una segunda fuente colocó la 12° Línea en la división de Olivier en lugar de la Guardia Avanzada de Salme, especificó que la 17° en la división de Rusca era Infantería Ligera, colocó la 2° Línea en lugar de la 3° Línea en la división de Montrichard. Esta segunda fuente dio los siguientes números para finales de mayo: Salme 2.997, Olivier 5.826, Rusca 5.397, Montrichard 5.773, Watrin 4.880, Dombrowski 3.555 y Victor 6.750. Esto produjo una fuerza de 30.980 infantería, 3.616 caballería y 1.088 artilleros y zapadores para un total de 35.684.

## Batalla

### Río Tidone - 17 de junio

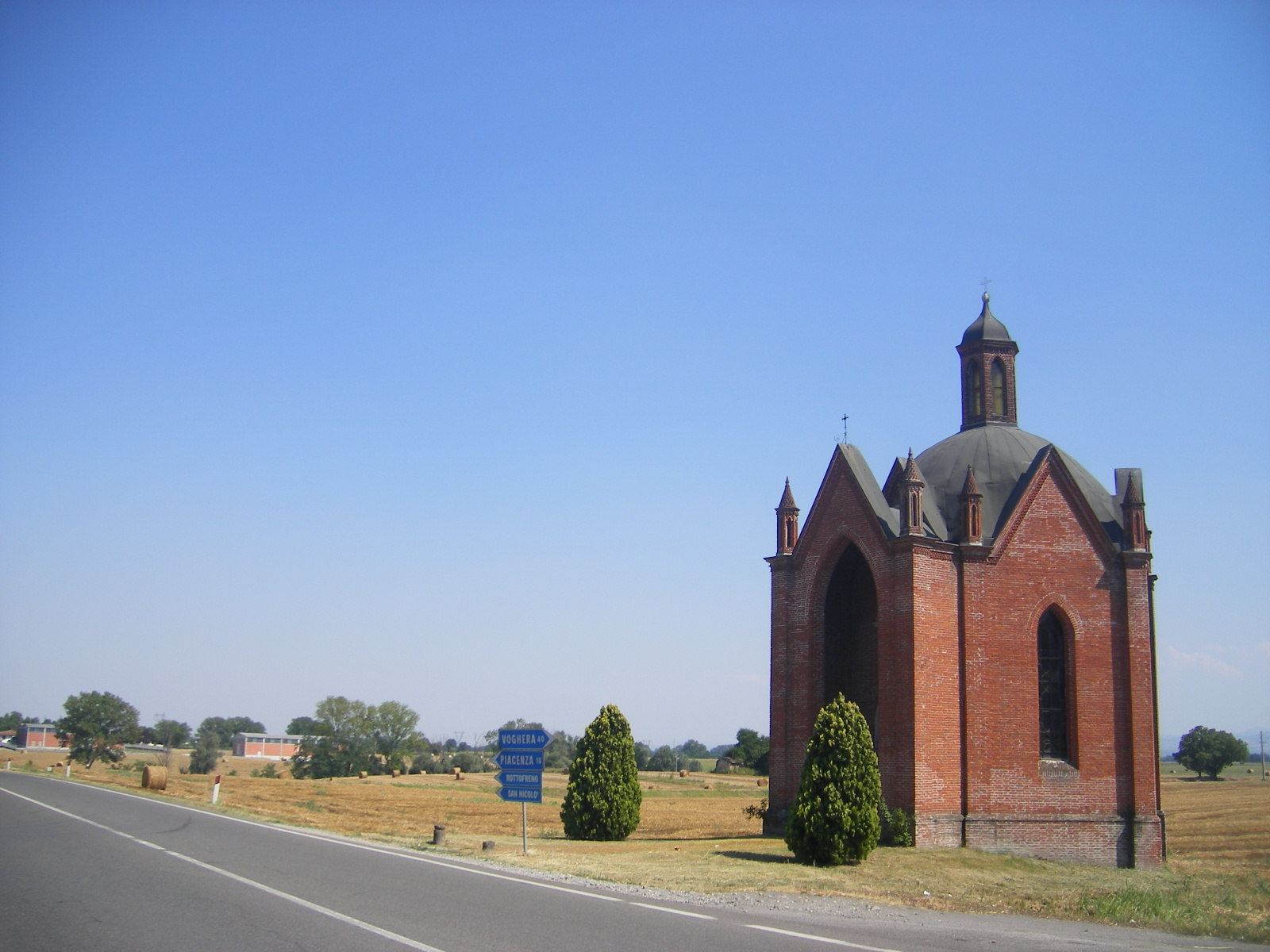
La capilla rural está en la carretera entre Castel San Giovanni y Sarmato.

El río Tidone corre con dirección norte hacia el Po, al oeste de Piacenza. Con taludes empinados de 2 a 3 metros de altura y un ancho de unos 100 metros, esta corriente tenía cierto valor defensivo. Como el Tidone, el lecho del Trebbia está lleno de piedras blancas. El 17 de junio a las 8:00 a. m., los franceses abrieron su ataque contra las posiciones de Ott detrás del Tidone. Había un total de 18.700 soldados, incluida la avanzada de Salme. Las divisiones francesas se desplegaron con Víctor a la derecha, Rusca en el centro y Dombrowski a la izquierda. Debido a las heridas que sufrió en Módena, MacDonald estuvo postrado en cama en el pueblo de Borgo San Antonio, al oeste de Piacenza. Como oficial superior, Víctor debería haber asumido el control táctico de la lucha, pero se quedó en Piacenza, lo que provocó una mala coordinación en el ejército francés. Sin embargo, el asalto inicial expulsó a los D'Aspre Jägers de sus posiciones en la ribera occidental en las aldeas de Agazzino, Pontetidone y Veratto di Sopra. Mientras las tropas de Dombrowski montaban un ataque de flanco hacia el sur, las tropas de la división de Víctor se abrieron paso hasta la aldea de Sarmato, donde fueron detenidos por una batería de artillería austríaca y dos batallones del Regimiento Nádasdy. Chasteler estaba con Ott cuando comenzó el ataque francés. Instó a Ott a que aguantara el mayor tiempo posible, mientas regresaba para buscar a sus tropas. A la 1:00 p. m. llegaron los hombres de Chasteler y entraron a la batalla. Sin embargo, a las 3:00 p. m. los franceses invadieron Sarmato y su batería defensora, obligando a las tropas de Ott a retroceder a una posición frente al Castel San Giovanni.
Poco después llegó Melas con tres batallones de infantería austríaca y algunos escuadrones de húsares "archiduque Joseph". Suvorov motivó a las columnas rusas a aparecer repentinamente en lugares inusuales a lo largo de la línea. Si esto fallaba, se empleaba a los cosacos para que los rezagados volvieran a alinearse. Las unidades de Chasteler se apresuraron hacia el sur para bloquear el movimiento de giro de la división de Dombrowski. El Regimiento de Jäger "Bagration" se desvió hacia el norte mientras cuatro batallones combinados de granaderos rusos estaban comprometidos en la batalla cerca de Castel San Giovanni. A pesar de que las probabilidades se volvían en su contra, los franceses continuaron montando ataques enérgicos. Gradualmente, los aliados se agruparon en dos líneas de batalla frente al castillo de San Giovanni. Al final del día, 30.656 tropas austriacas y rusas estaban presentes para enfrentar a los franceses, superandolos en número. Finalmente, los aliados recuperaron Sarmato, lo que obligó a los franceses a retirarse. Los franceses retrocedieron obstinadamente, aprovechando la abundante cobertura para repeler las cargas de la caballería austriaca. La Guardia Avanzada de Salme cubrió las últimas etapas de la retirada, realizando una formación en Ca 'del Bosco en la parte norte del campo de batalla. El tiroteo terminó a las 9:00 p. m. Los franceses sufrieron pérdidas de unas 1.000 bajas más 1.200 capturados. No se tiene información de bajas aliadas.

### Río Trebbia - 18 de junio

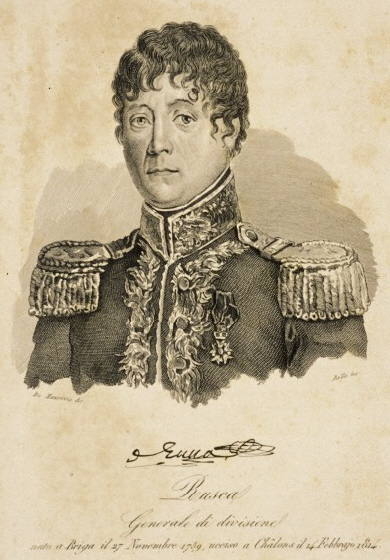
Jean-Baptiste Rusca

Al tener que enfrentar, inesperadamente, a un extenso ejército austro-ruso, MacDonald se encontraba en un dilema. Creía que sus 22.000 soldados disponibles eran superados en número y que debía retirarse, sin embargo, anticipaba que Moreau pronto podría llegar al campo. Así que esperaba aguantar hasta que sus últimas divisiones pudieran llegar al campo. MacDonald también estaba al tanto de la presencia de una fuerza al mando de Jean François Cornu de La Poype que estaba en posición de amenazar el flanco sur aliado. El destacamento de Veletsky sorprendió a los 1.500 franceses y 2.000 genoveses de La Poype en Bobbio, haciéndolos huir de regreso a Génova. En la mañana del 18 de junio, el herido MacDonald inspeccionó a su ejército. Consideró que sus hombres estaban listos para la batalla y que los enemigos se encontraban inactivos.  Mientras tanto, Suvorov y Chasteler planeaban lanzar tres columnas a los franceses, con la fuerza principal a la derecha para derribar el flanco de MacDonald avanzando desde el Tidone hasta el Trebbia y finalmente hasta el Nure. Con suerte, los franceses serían empujados contra el Po. La primera columna de la derecha estaba encabezada por la avanzada de Bagration seguida por la división de Schveikovsky. La segunda columna en el centro estaba formada por la división de Förster. La tercera columna incluía las divisiones de Ott y Fröhlich. Ott recibió la orden de conducir en línea recta hacia Trebbia con el apoyo de su colega. En algún momento se suponía que los granaderos de Fröhlich reforzarían el flanco derecho para darle más peso a su ataque.

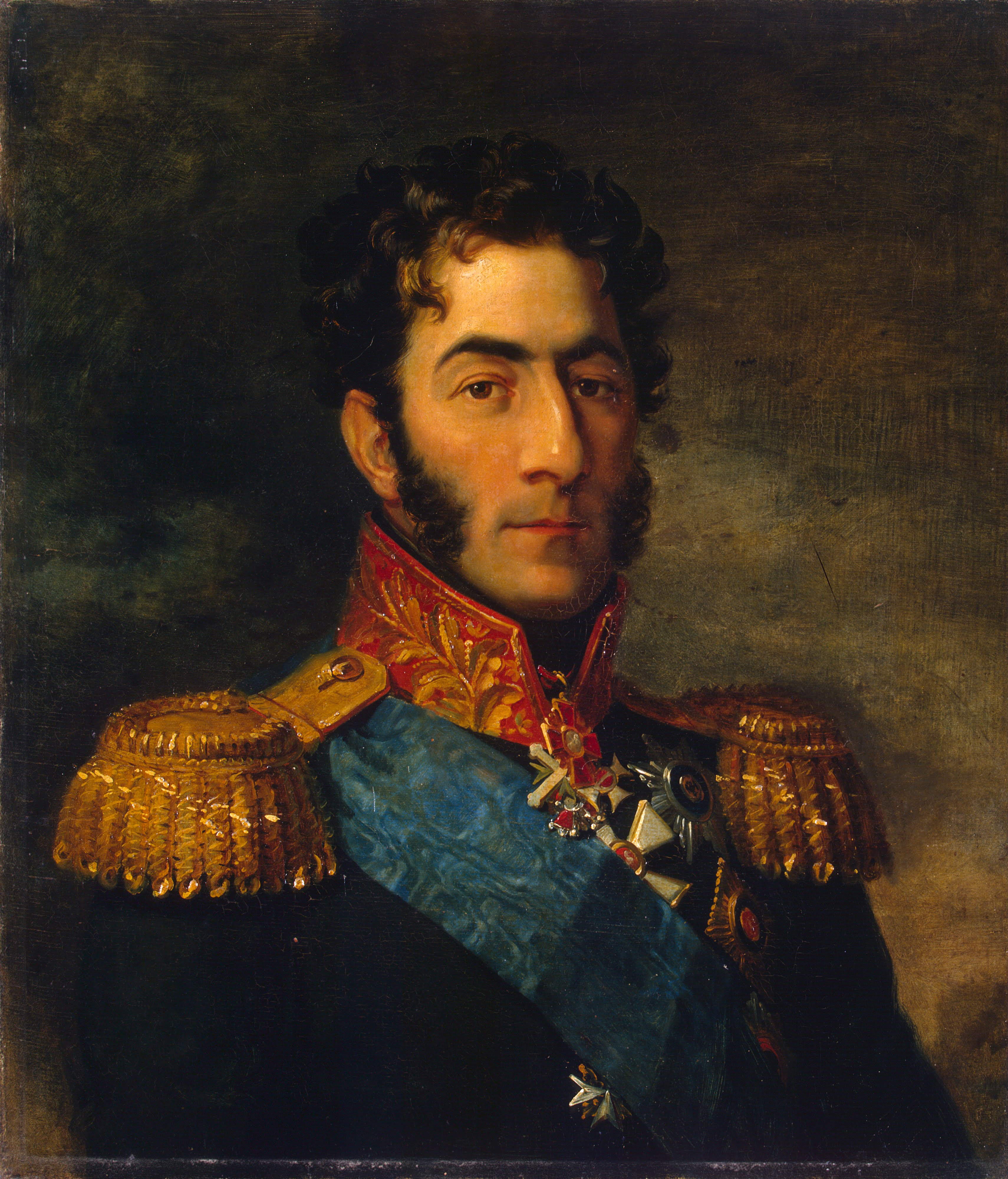
Pyotr Bagration

La intención de Suvorov de comenzar el ataque a las 7:00 a. m. resultó poco práctico debido al agotamiento de los soldados, por lo que se pospuso hasta las 11:00 a. m. Los exploradores informaron que los franceses se defendían detrás de Trebbia con posiciones avanzadas cerca de los pueblos de San Nicolò, Gragnano Trebbiense y Casaliggio, de norte a sur. La Vanguardia de Bagration vadeó el Tidone y atacó a la Legión Polaca de Dombrowski al sur de Casaliggio a las 2:00 p. m., logrando irrumpir por sorpresa. Viniendo desde sur, un batallón polaco amenazó a la retaguardia rusa, pero fue rápidamente rodeada por la infantería rusa, los dragones y cosacos austríacos Karaczay y 230 hombres se vieron obligados a deponer las armas. Pierre Edmé Gautherin, un oficial de estado mayor francés, llevó a las divisiones de Rusca y Victor a la orilla occidental del Trebbia, donde se detuvieron y rechazaron a las tropas de Bagration. Rosenberg llevó a la división de Schveikovsky a la batalla, mientras que Suvorov reunió personalmente a la infantería rusa. Los rusos tomaron ventaja y obligaron a Rusca a retroceder hacia la orilla este del Trebbia, lo que sus hombres lograron mientras mantenían sus filas. La lucha en el centro comenzó cuando los dragones de Levenehr y los cosacos de Molchanov se enfrentaron con algunos jinetes franceses y los obligaron a retroceder. A partir de las 5:00 p. m., Förster presionó lentamente hacia atrás el ala derecha de la división de Víctor. Finalmente, los franceses evacuaron a Gragnano y retrocedieron por Trebbia.
La Guardia Avanzada de Salme, que estaba apostada cerca de Sant 'Imento al norte de la carretera, no combatió la mayor parte del día. Aproximadamente a las 2:30 p. m., las divisiones de Montrichard y Olivier cruzaron el Trebbia y marcharon en apoyo de Salme. Al ver estos refuerzos franceses en su frente, Melas decidió no liberar la división de Fröhlich. El comandante de la Tercera Columna envió a Ott adelante a las 6:00 p. m. y los austriacos fácilmente dejaron de lado a la unidad de Salme. Juntos, Ott y Fröhlich empujaron a Montrichard y Olivier más allá de Trebbia por la noche. Esa noche, en una operación extraña, Rosenberg llevó a dos batallones de granaderos rusos a través del Trebbia al sur de Gossolengo. De alguna manera penetraron las líneas francesas hasta Settima, donde derrotaron a un destacamento francés y liberaron a algunos prisioneros. A las 3:00 a. m., la expedición de Rosenberg se dirigió de regreso a la orilla oeste, nuevamente sin despertar a ningún centinela francés. Cuatro escuadrones de Dragones Karaczay montaron una expedición similar, pero fueron detectados y ahuyentados por los mosqueteros. Ambos grupos se perdieron la batalla que ocurrió temprano en la noche. Al escuchar lo que creían que era la artillería de Moreau, tres batallones franceses montaron un ataque extemporáneo a las 9:30 p. m., sorprendiendo a un batallón austríaco. Melas pidió refuerzos de su propia división y de la de Förster, mientras que el Príncipe Liechtenstein cargó en la refriega con los Dragones Lobkowitz. La artillería de ambos lados se abrió en el cuerpo a cuerpo, causando muchas bajas de fuego amigo. Después de arduos esfuerzos, los líderes de ambos lados lograron poner fin a los combates, los cuales no tenían ningún sentido a las 11:00 p. m.

### Río Trebbia - 19 de junio

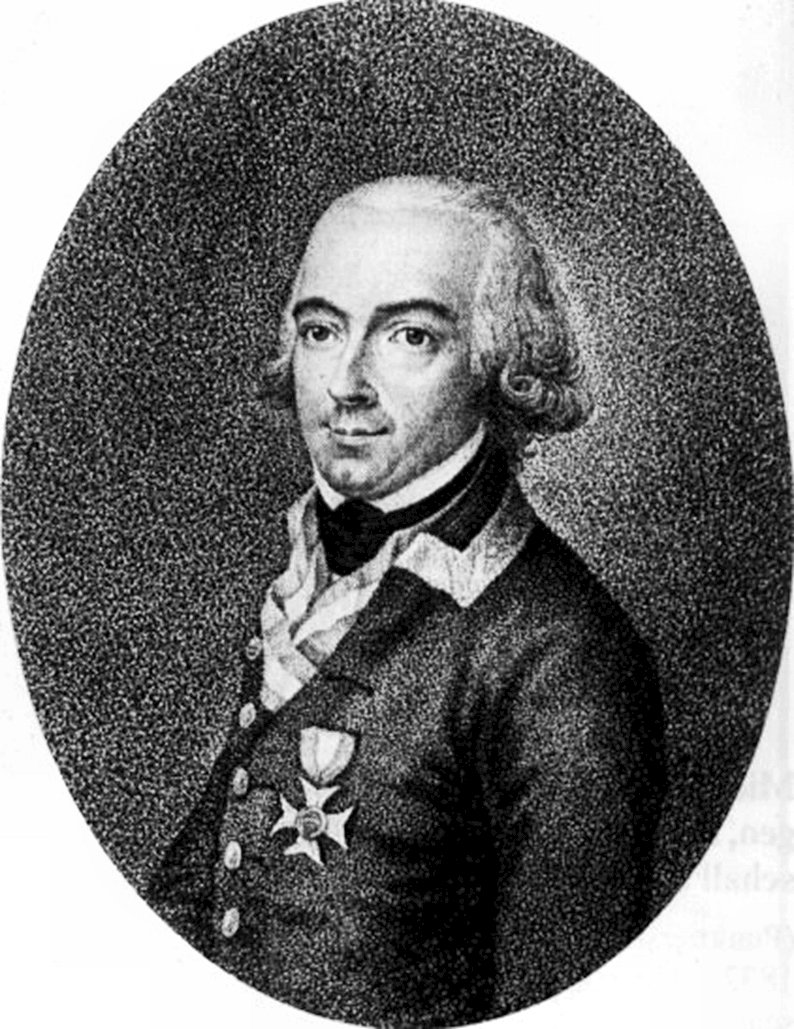
Johann von Chasteler

Chasteler envió órdenes para que el ejército aliado comenzara el asalto a las 6:00 a. m. del 19 de junio. Sin embargo, el plan no fue entregado a Melas hasta las 11:00 a. m. Mientras tanto, Melas notó la presencia de fuerzas enemigas en el extremo norte de la línea de batalla y envió 12 piezas de artillería a la orilla occidental del Trebbia para destruir las posiciones francesas. Dos batallones franceses avanzaron sigilosamente para hacer frente a la amenaza, pero fueron descubiertos y ahuyentados por el fuego de dos cañones camuflados. También durante la mañana, los franceses instalaron una batería de 10 a 12 cañones y comenzaron a martillar las posiciones de Förster. Aparentemente, esto fue para cubrir un desplazamiento de un cuerpo de tropas francesas en el sur. El retraso también afectó a las fuerzas rusas y Suvorov comenzó a dar órdenes a las 11:00 a. m. Mientras tanto, MacDonald decidió lanzar un asalto, confiando en el entusiasmo de sus soldados por el ataque y en la buena moral de sus tropas. Todavía creía que su ejército estaba siendo superado en número, pero esperaba adelantarse a un asalto aliado. En el sur, Rusca y Victor fueron dirigidos a atacar lado a lado cerca de Casaliggio, apoyados por un movimiento de flanqueo de Dombrowski a través de Rivalta. Montrichard recibió la orden de cruzar el Trebbia cerca de Gragnano en el centro, mientras que Olivier recibió instrucciones de romper la línea aliada más al norte cerca de San Nicolò. En el flanco de la extrema derecha, se les dijo a Watrin y Salme que tomaran Calendasco y giraran el flanco izquierdo aliado.

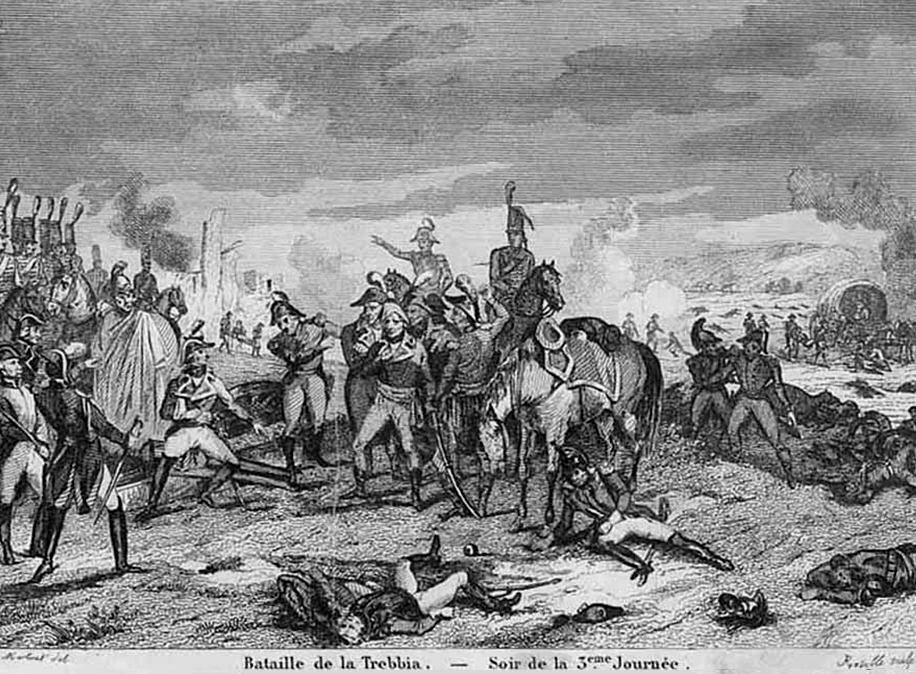
Batalla de Trebbia - Noche del tercer día

Chasteler vio la columna de flanqueo de Dombrowski y dirigió a las tropas de Bagration contra ella. La división de Dombrowski se apoderó de Rivalta y avanzó por la orilla occidental de Trebbia hasta la aldea de Canetto antes de encontrarse con los rusos. Acompañados en persona por Suvorov, los rusos derrotaron a sus oponentes, en su mayoría polacos, con graves pérdidas y los obligaron a retirarse a la orilla este. El avance inicial de Rusca se vio frustrado por el fuego de 14 piezas de artillería pertenecientes a la división de Schveikovsky. Más al norte, la división de Víctor fue rechazada por una combinación del ala izquierda de Schveikovsky y la división de Förster y se retiró a la orilla este controlada por los franceses. Pero con las fuerzas de Bagration arrastradas hacia el sur por el desafortunado ataque de Dombrowski, los hombres de Rusca encontraron un hueco en la línea aliada al sur de Casaliggio. La infantería francesa cargó a través del Trebbia mientras una batería de artillería a caballo atacaba al Regimiento de Granaderos de Rosenberg. Suvorov apareció en escena para reunir a sus rusos. Rosenberg giró el ala izquierda de la división de Schveikovsky para enfrentar el borde norte del avance de Rusca mientras Bagration se apresuró hacia el norte para golpear el borde sur. Al mismo tiempo, Chasteler pidió prestados cuatro batallones a Förster y los llevó a la escena. El ataque combinado obligó a la división de Rusca a retirarse a la orilla este. Los rusos intentaron continuar con la ventaja, pero los hombres de Rusca repelieron sus ataques y los combates en el sur terminaron alrededor de las 7:00 p. m..

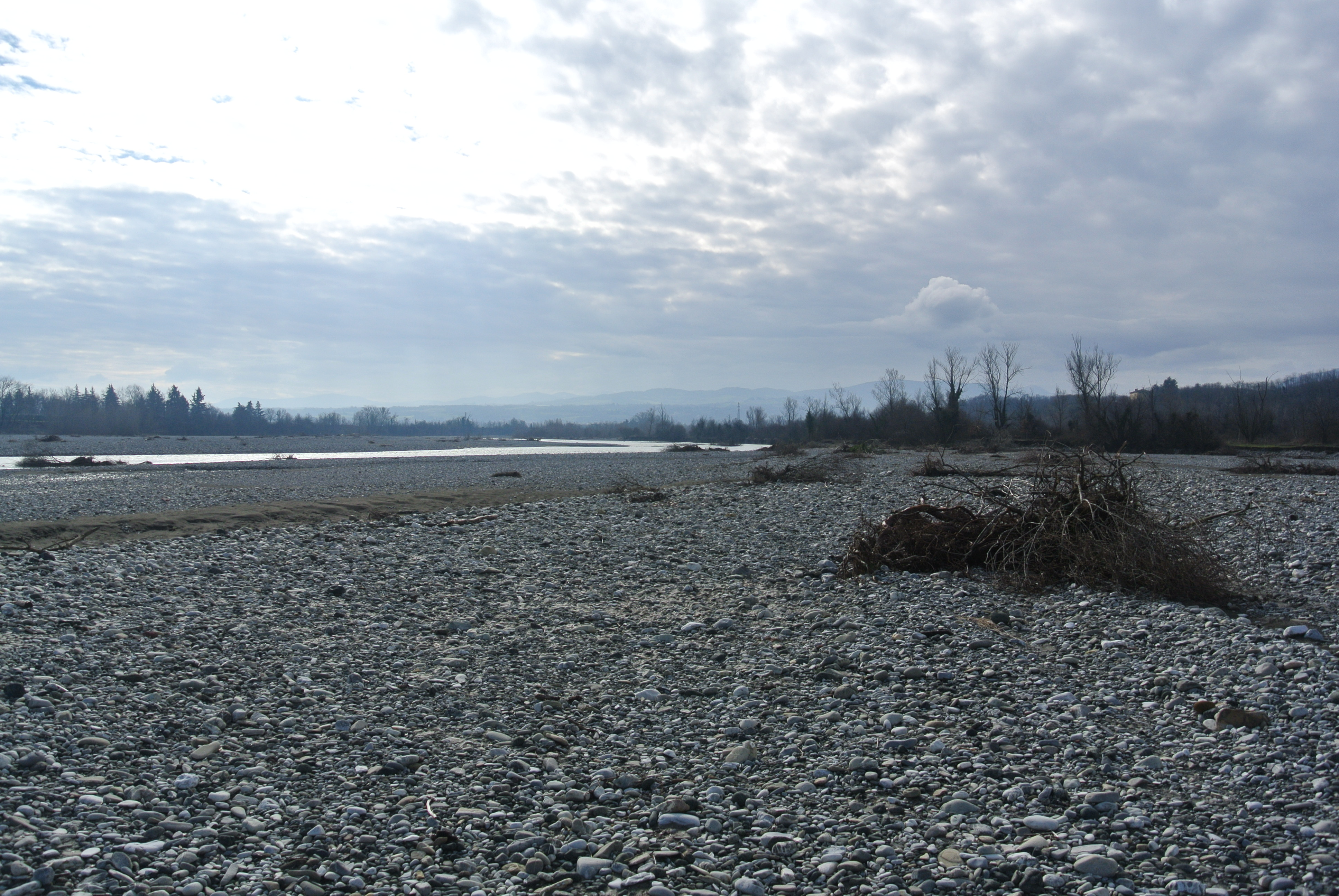
El lecho del río Trebbia está lleno de piedras blancas.

El asalto en el centro se retrasó por la llegada tardía de la división de Montrichard. Su 5.ª Infantería Ligera cruzó el río y se desplegó en línea, pero fue alcanzada por una devastadora descarga de un batallón de granaderos austríaco. Las otras unidades de Montrichard avanzaron en columnas, estando incomunicadas entre sí. Cuando los granaderos de Fröhlich y la división de Förster contraatacaron, la división de Montrichard se disolvió y sus soldados se pusieron en marcha. El asalto de Olivier fue precedido por una carga de caballería alrededor del mediodía que barrió la orilla oeste libre de austriacos. La infantería cruzó tras la caballería y pronto capturó San Nicolò y dos cañones. Al escuchar el fuego de los cañones, Liechtenstein se adelantó para verificar la situación y encontró una multitud de tropas austriacas que huían del asalto de Olivier. Inmediatamente volvió a su mando y dirigió dos escuadrones de Dragones de Lobkowitz y Levenehr y un escuadrón de húsares Archiduque Joseph contra el flanco sur de Olivier. Habiéndose deshecho de la división de Montrichard antes, los aliados eran libres de agruparse contra la división de Olivier y finalmente arrojarla de regreso a la orilla este del Trebbia. El Batallón de Granaderos Wouwermann recapturó dos cañones austriacos de 12 libras.
Casi al mismo tiempo que Olivier hizo su ataque, la Guardia Avanzada de Salme y la división de Watrin, que anteriormente había estado en reserva, cruzaron el Trebbia en el flanco derecho. Moviéndose en dos cuerpos, la fuerza francesa hizo a un lado la línea de avanzada austriaca. La ala derecha alcanzó Ca 'Pernici en la orilla sur del Po mientras que la ala izquierda llegó casi a Calendasco. Aquí Watrin se detuvo porque el ruido que provenía del combate de Olivier no era alentador. Para entonces, Melas tenía a Olivier huyendo y deseaba atacar a través del Trebbia. Al enterarse de la incursión de Watrin-Salme, el general austríaco se vio obligado a ocuparse de ella primero. Melas envió a Liechtenstein con un grupo de trabajo compuesto por un escuadrón de Dragones Lobkowitz, dos escuadrones de húsares Archiduque Joseph, 200 cosacos y nueve compañías de infantería. Mientras tanto, una batería de artillería desprendida del cuerpo de asedio de Mantua bajo el mando del coronel Kinsky se soltó en la orilla norte del Po. Los cañones austriacos procedieron a bombardear a sus enemigos. El tiroteo terminó en el sector norte alrededor de las 9:00 p. m.. Los franceses mantuvieron un firme control sobre la orilla occidental del Trebbia, pero los comandantes de división de MacDonald no pudieron darle ninguna estimación de su fuerza restante. Miles de soldados muertos y heridos cubrieron el lecho del Trebbia mientras la guarnición austriaca de Piacenza disparaba cañones en la noche. Al darse cuenta de que ni Moreau ni La Poype acudían en su ayuda, MacDonald dio la orden de retirarse a las diez de la noche. Tan pronto como los ingenieros cruzaron el río Nure, se envió la artillería y el tren de carromatos, seguidos por la infantería que partía hacia la medianoche.

### Río Nure - 20 de junio
Suvorov decidió acabar con los franceses por lo que ordenó un nuevo ataque a las 4:00 a. m. del 20 de junio. Cuando las fuerzas aliadas llegaron a la ribera occidental, encontraron que el ejército de MacDonald se había ido. Los franceses abandonaron a 7183 hombres heridos en Piacenza, lo que sugiere que sus pérdidas pueden haber sido tan altas como 12.000 cuando se contaron los muertos, los heridos transportables y los capturados. Los rusos informaron de 681 muertos y 2.073 heridos para un total de 2.754, mientras que los austriacos registraron 254 muertos, 1.903 heridos y 500 desaparecidos para un total de 2.657. El historiador Christopher Duffy redondeó estas cifras hasta 6.000 bajas aliadas. Digby Smith informó pérdidas aliadas similares, aunque agregó que tres generales rusos fueron heridos. De un total de 33 000 franceses, estimó las pérdidas en 2000 muertos, 7500 heridos (la mayoría de los cuales se convirtieron en prisioneros) más 7000 hombres, siete cañones y ocho estandartes capturados. Gunther E. Rothenberg estima que las pérdidas aliadas fueron de 5.000 muertos y heridos y 500 capturados de 20.000 rusos y 17.000 austriacos. En tanto, estima las pérdidas francesas como de 9.500 muertos y heridos y 7.000 capturados de 33.000. R. Ernest Dupuy y Trevor N. Dupuy redondearon las pérdidas a 10.000 franceses y 7.000 aliados, pero afirmaron que 5.000 franceses se convirtieron en prisioneros durante la retirada. El general de división francés Alexis Aimé Pierre Cambray resultó mortalmente herido durante la batalla y murió el 2 de julio.
Los austriacos avanzaron hacia Piacenza donde encontraron a Olivier, Rusca y Salme heridos. Melas aseguró la ciudad con la división de Fröhlich mientras lanzaba a Ott en su persecución. Sin embargo, Ott fue retenido en el Nure por una división francesa completa. Más al sur, en San Giorgio Piacentino, los dragones Karaczay cargaron contra la 17.ª Infantería Ligera, pero fueron rechazados con rudeza y los artilleros franceses derribaron dos de los cañones austriacos. La vanguardia de Bagration apareció y Chasteler la desplegó para un ataque a gran escala en San Giorgio. Los intensos fusiles detuvieron a los Bagration y Miller Jägers en los flancos, pero los granaderos combinados ganaron un punto de apoyo en el pueblo. Suvorov se vio obligado a enviar parte de las divisiones de Förster y Schveikovsky. Un total de 1.099 soldados franceses se rindieron junto con seis cañones.

## Resultado
El ejército de Nápoles se retiró al sureste hacia Parma, donde 200 soldados heridos fueron abandonados. Los aliados persiguieron a los franceses el 21 de junio y llegaron a Fiorenzuola donde descansaron al día siguiente. Suvorov determinó, a partir de los despachos capturados, que el ejército destrozado de MacDonald ya no era una amenaza para el norte de Italia y envió al ejército aliado de regreso al oeste el día 23, con la esperanza de atrapar a Moreau junto a Belegarde. Ott con 7.000 soldados de infantería, 2.000 caballos y 15 cañones continuó la persecución. MacDonald ordenó a la división de Montrichard de marchar hacia el este, donde se formó algunas guarniciones que posteriormente fueron capturadas. Un batallón de granaderos Warasdiner y un escuadrón de cazadores ntentaron bloquear la retirada de MacDonald, pero fueron derrotados el 24 de junio en Sassuolo. El 28 de junio, el ejército de Nápoles estaba de regreso en Pistoia, donde permaneció durante varios días antes de marchar hacia la costa oeste a principios de julio. El todavía enfermo MacDonald fue enviado a Francia y reemplazado en el mando por Laurent Gouvion Saint-Cyr. Las guarniciones en el sur y el centro de Italia fueron eliminadas una a una por los Aliados. Nápoles se rindió el 15 de junio, Fort Elmo en el puerto de Nápoles el 11 de julio, Capua el 28 de julio, Gaeta el 1 de agosto, Roma el 29 de septiembre y Ancona el 13 de noviembre de 1799. Incluso las fortalezas del norte de Italia en manos de los franceses cayeron rápidamente. Turín capituló el 20 de junio,  Bolonia el 3 de julio, Fort Urbano el 10 de julio,  Alessandria el 22 de julio  y Mantua el 28 de julio.  El siguiente gran enfrentamiento fue la batalla de Novi el 15 de agosto de 1799.